# Cyphobrembana malanchinii
Cyphobrembana malanchinii là một loài chân đều trong họ Trichoniscidae. Loài này được Arcangeli miêu tả khoa học năm 1948.